# Paya Seupat
Paya Seupat is een bestuurslaag in het regentschap Bireuen van de provincie Atjeh, Indonesië. Paya Seupat telt 248 inwoners (volkstelling 2010).